# 김기섭 (1916년)
김기섭(1916년~1979년 3월 14일)은 대한민국의 정치인이다. 제8대 국회의원을 지냈다.

## 역대 선거 결과
|  | 29.51% |

|  | 26.41% |

|  | 45.49% |

|  | 53.57% |

|  | 28.00% |